# REG‐ストライクス・バック
REG‐ストライクス・バック(Reg Strikes Back)は、1988年に発表されたエルトン・ジョンのアルバム。

## 解説
長年の酷使による喉の悪化のため、前年手術を行ったエルトンの復帰作（前年は1986年のライブ盤が発売された）。
タイトルの「REG」とは、エルトンの本名（現在は改名済み）より採られたもの。「REGの復讐」とは、一説には本年の離婚問題などへのマスメディアの執拗な取材に対抗したタイトルとも言われる。アルバムジャケットは、今まで使用してきた煌びやかなステージ衣装が積み重ねられたものとなっており、「エルトン・ジョン」というスキャンダラスなイメージとの決別ともとれる（これらの衣装は現在までことあるごとにチャリティオークションで処分されている）。
キーボードが当時のPVでも印象的で、現在でもライブでの定番である「アイ・ドント・ワナ・ゴー・オン」収録。当時の流行からか、電子音を多用した音作りがなされている。「モナ・リザ〜（パートII）」は、1972年の『ホンキー・シャトー』に収録された楽曲の続編で、同じくニューヨークをモチーフにした作品だが、前作がバラードだったのに対し、今作はアップテンポとなっている。
ゲストにピート・タウンゼントを迎えている。
1998年のリマスター盤からは、シングルや12インチシングルB面に収録されていた楽曲が追加収録された。

## 収録曲
1. タウン・オブ・プレンティ - Town of Plenty
2. ワード・イン・スパニッシュ - A Word in Spanish
3. モナ・リザ・アンド・マッド・ハッターズ（パートII） - Mona Lisas and Mad Hatters (Part Two)
4. アイ・ドント・ワナ・ゴー・オン - I Don't Wanna Go On With You Like That
5. 古都の追想 - Japanese Hands
6. グッバイ・マーロン・ブランド - Goodbye Marlon Brando
7. カメラはすべてをお見通し - The Camera Never Lies
8. ヘヴィ・トラフィック - Heavy Traffic
9. プアー・カウ - Poor Cow
10. 女はかくも有難きもの - Since God Invented Girls

### ボーナス・トラック
1. ロープ・アラウンド・ア・フール - Rope Around a Fool
2. アイ・ドント・ワナ・ゴー・オン（シェップ・ペティボーン・ミックス） - I Don't Wanna Go On With You Like That (Shep Pettibone Mix)
3. アイ・ドント・ワナ・ゴー・オン（ジャスト・エルトン・アンド・ヒズ・ピアノ・ミックス） - I Don't Wanna Go On With You Like That (Just Elton and the Piano Mix)
4. モナ・リザ・アンド・マッド・ハッターズ（パートII）（ザ・ルネッサンス・ミックス） - Mona Lisas and Mad Hatters (Part Two) (Renaissance Mix)

- 作詞　バーニー・トーピン
- 作曲　エルトン・ジョン、8：エルトン＆デイビー・ジョンストン

## アルバム参加ミュージシャン
- エルトン・ジョン - Vocal, Keyboards, Harmonies, Backing Vocal
- デイビー・ジョンストン - Guitars, Backing Vocal
- フレッド・マンデル - Synthesizer
- チャーリー・モルガン - Drums
- デヴィッド・ペイトン - Bass
- レイ・クーパー - Tambourine, Maracas, Timbales：6〜9曲目

- ディー・マレイ - Backing Vocal
- ナイジェル・オルソン - Backing Vocal
- ピート・タウンゼント - Guitar：1曲目
- フレディ・ハバード(Freddie Hubbard) - Trumpet, Flugel Horn：3曲目
- エイドリアン・ベイカー, ブルース・ジョンストン, カール・ウィルソン - Backing Vocal：10曲目

## 製作
- クリス・トーマス - Producer
- ビル・プライス - Recorded
- ジョン・リード&スティーヴ・ブラウン - Management
- デヴィッド・コスタ&Wherefore Art - Art Direction
- ジェレド・マンコウィッツ(Gered Mankowitz) - Phot